# جبل بينغا
جبل بينغا هو أعلى جبل في موزمبيق وثاني أعلى جبل في زيمبابوي. يقع في جبال تشمانيماني، على الحدود بين زيمبابوي وموزمبيق في منتزه تشمانيماني العابر للحدود في محافظة مانيكا. يبلغ ارتفاعه 8004 قدم (2440 م) فوق مستوى سطح البحر.